# دراجون أويل
دراجون أويل هولدنجز أل أل سي هي شركة دولية مستقلة تعمل في مجال استكشاف وتطوير وإنتاج النفط والغاز. يقع مقرها ومسجلة في دبي وتقع عملياتها بشكل أساسي في تركمانستان . وتم إدراج الشركة في البورصة الأيرلندية حتى استحوذت عليها شركة بترول الإمارات الوطنية (إينوك). وهي الآن شركة فرعية مملوكة بالكامل لمجموعة اينوك.

## تاريخ الشركة
تأسست الشركة باسم شركة أوليفر للتنقيب والتعدين المحدودة في أيرلندا على يد الدكتور أوليفر كونور والدرون في عام 1971. غيرت اسمها إلى دراجون أويل في عام 1993 واستثمرت في حقل النفط تشلكين .
اشترت شركة بترول الإمارات الوطنية (إينوك) حصة أغلبية في الشركة في عام 1999 وتم نقل المقر الرئيسي إلى دبي في نفس العام.

## مناطق الامتياز

### مصر
| منطقة الإمتياز                      | الشركة القائمة بالعمليات  | الشركة الموقعة للإتفاقية          | التشريعات المنظمة        | التشريعات المنظمة                                   | ملاحظات                                |
| منطقة الإمتياز                      | الشركة القائمة بالعمليات  | الشركة الموقعة للإتفاقية          | القانون                  | التعديلات أو القوانين التي حلت محله                 | ملاحظات                                |
| ----------------------------------- | ------------------------- | --------------------------------- | ------------------------ | --------------------------------------------------- | -------------------------------------- |
| شرق تانكة وشرق تانكة 3 بخليج السويس | جابكو «بترول خليج السويس» | دراجون أويل إيجيبت هولدنج 2 ليمتد | القانون رقم 18 لسنة 1995 | - قانون رقم 157 لسنة 2004 - قانون رقم 170 لسنة 2021 | استحوذت عليها دراجون أويل من بي بي مصر |